# بيتر ديكسون (لاعب اتحاد الرغبي)
بيتر ديكسون (بالإنجليزية: Peter Dixon)‏ هو لاعب اتحاد الرغبي بريطاني، ولد في 30 أبريل 1944.

## وصلات خارجية
- بيتر ديكسون عل موقع إسبنسكروم (الإنجليزية)